# Lista de prefeitos de Correia Pinto
Esta é a lista de prefeitos e vice-prefeitos do município de Correia Pinto, estado brasileiro de Santa Catarina.